# Poliovirus
Poliovirus, l'agent causal de la poliomielitis (comunament conegut com la polio), és un enterovirus humà i membre de la família dels Picornaviridae.
El poliovirus està composta d'un genoma ARN i un càpside de proteïna. El genoma és d'ARN monocatenari d'uns 7.500 nucleòtids. La partícula vírica amida uns 30 nm de diàmetre de simetria icosaèdrica. Degut al seu breu genoma i el seu simple ARN de composició i la seva capa de proteïnes icosaèdriques, el poliovirus és considerat, a grans trets, el virus estructuralment més simple.
El poliovirus fou aïllat per 1r cop l'any 1909 per Karl Landsteiner i Erwin Popper. El 1981 se'n desxifrà i publicà el seu genoma. El poliovirus és un dels virus més ben caracteritzats i s'ha convertit en un sistema útil per a la comprensió de la biologia dels virus d'ARN.